# 쿠알라픈유

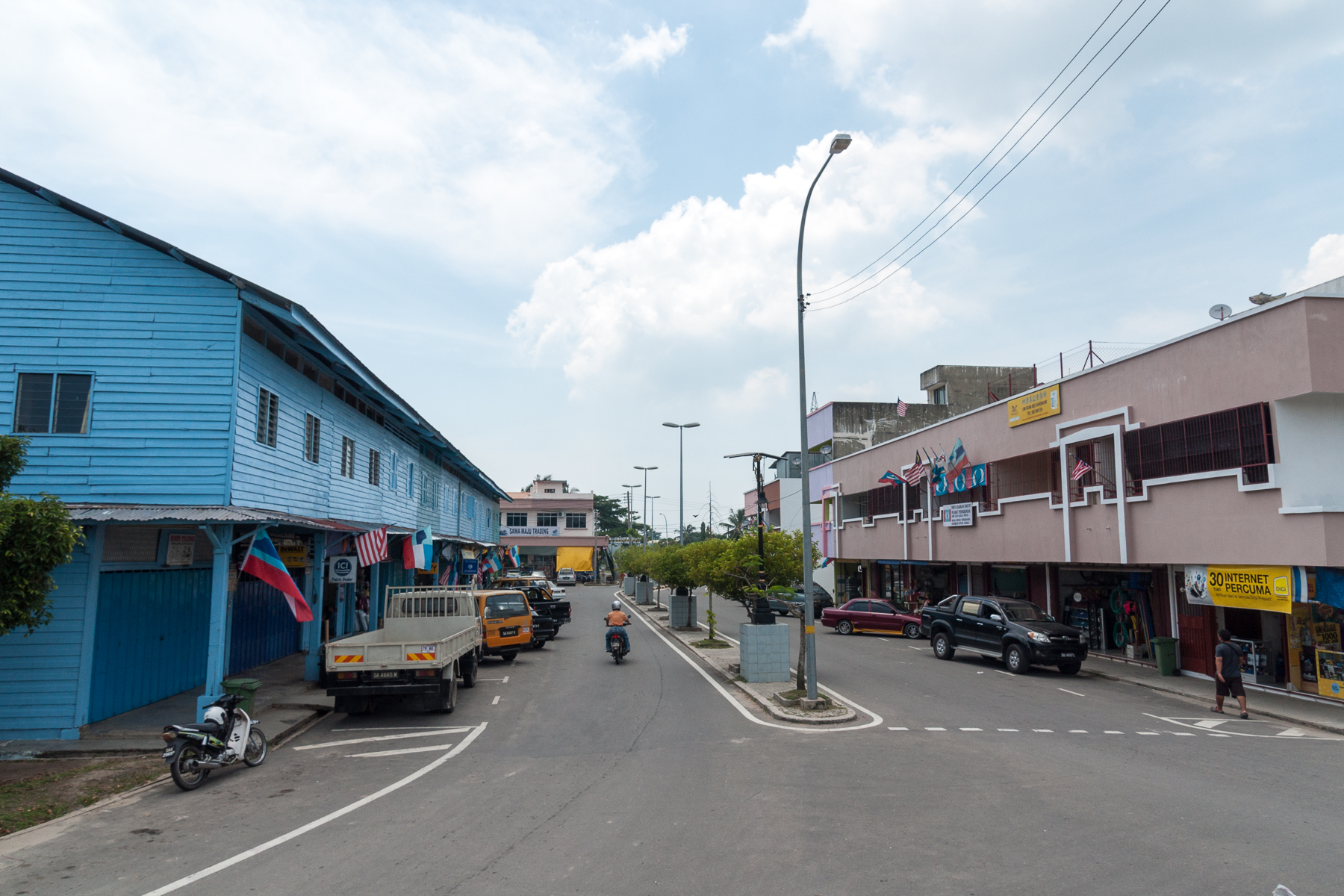

쿠알라픈유(말레이어: Kuala Penyu)는 말레이시아 사바 주 서부에 위치한 작은 마을이다.

## 지리
서쪽의 섬에는 라부안 연방특별구(Wilayah Persekutuan Labuan)가 위치한다. 이 지역은 클리아스 반도에 위치해 있는데, 한때는 맹그로브 숲으로 가득했었다. 하지만 이 숲은 땅이 너무 산성화되어, 팜유(식물성유지)를 재배하기에 어렵다 판단해 파괴되었다. 시톰폭, 분두, 므눔복으로 나뉘어 있다.

## 주민
2010년 통계에 따르면 18,958명이다. 대부분이 카다잔/두순족이다.
1. ↑  “Total population by ethnic group, administrative district and state, Malaysia, 2010” (PDF). Department of Statistics, Malaysia. 2010. 2012년 2월 27일에 원본 문서 (PDF)에서 보존된 문서. 2014년 5월 3일에 확인함.